# Вовнянский сельский совет (Миргородский район)
Вовнянский сельский совет (укр. Вовнянська сільська рада) — входит в состав
Миргородского района
Полтавской области
Украины.
Административный центр сельского совета находится в 
с. Вовнянка.

## Населённые пункты совета
- с. Вовнянка